# Molde de injeção
Molde de injeção - por princípio básico, todo material que pode ser moldado recebe a forma de sua utilidade futura. O grupo químico dos polímeros, popularmente chamado de "plásticos", é amplamente pesquisado atualmente por sua maleabilidade e reciclagem. Em sua maioria, os plásticos derivam de combustíveis fósseis e possuem características que permitem a transformação de sua forma original com a aplicação de calor. O tipo de polímero empregado determina as temperaturas ideais para conduzi-lo ao estado líquido.
Existem várias formas de moldar o plástico. Se os ângulos do produto forem positivos, o processo ocorre através de máquinas injetoras plásticas. Para ângulos negativos, como garrafas, utilizam-se máquinas de termoformagem por sopro de ar quente, comum em vasilhames plásticos em geral. Para produtos de simples elaboração, como potes de manteiga, e materiais que não exigem altas temperaturas ou aplicações complexas, é empregado um processo de estampa (termoformagem).
Em todos os processos, são necessários moldes precisos do produto final. Os profissionais, como Engenheiros Mecânicos e ferramenteiros, devem providenciar seu desenho e garantir sua funcionalidade. A injeção do plástico liquefeito através do "canhão de injeção" da máquina ocorre a temperaturas elevadas e com força de fechamento medida em toneladas. Os moldes podem ser manufaturados em aço (para grandes quantidades) ou alumínio (para pequenas quantidades ou fabricação limitada). Atualmente, a China é a maior produtora de máquinas de injeção plástica e moldes em aço, mas a tecnologia de precisão é liderada pelos alemães.
Para produtos de uso diário que não exigem precisão, como utensílios domésticos, moldes simples são elaborados. Já para "Plásticos de Engenharia", usados em veículos, eletrônicos, e celulares, os moldes exigem precisão e complexidade operacional, além de excelentes equipamentos de injeção plástica. A Engenharia Mecânica é a área profissional responsável por essas criações.
Atualmente, cerca de 15% do peso dos veículos é composto por produtos plásticos injetados ou termoformados, permitindo redução de peso e economia de combustível.
Empresas especializadas na elaboração de moldes utilizam tecnologias avançadas como CAD (desenho assistido por computador), simuladores virtuais, impressoras 3D e tornos CNC. Moldes precisos exigem resfriamento imediato dos produtos injetados, solidez material e precisão de medidas.

## Eficácia
A eficácia de um molde de injeção está diretamente relacionada com o tempo de "setup", ou seja, de montagem na máquina injetora, e sua produção propriamente dita. Por exemplo, uma indústria pode precisar produzir tubetes de caneta esferográfica elaborados em PS Cristal (Poliestireno incolor) com perda zero e operando 24 horas por dia, 7 dias por semana.
Suponha que um molde foi elaborado para fechar, receber o plástico liquefeito em 64 cavidades, resfriar os tubetes e expulsá-los para a montagem da caneta em 3 segundos por ciclo completo, considerando que a máquina injetora e seus acessórios suportam essa exigência técnica. Se a produção não atingir os 3 segundos previstos e demorar 4 segundos, isso representa uma perda de 25%.
Transformando em números:
- Ciclo de 3 segundos: 64 tubetes por ciclo.
- 20 ciclos por minuto: 1 280 tubetes.
- 1.200 ciclos por hora: 76 800 tubetes.
- 28 800 ciclos por dia (24 horas): 1 843 200 tubetes.

Se cada tubete for vendido por US$ 0,04, o faturamento diário previsto é de US$ 73 728. Se o molde não permitir um tempo de injeção de 3 segundos, mas de 4 segundos, a produção diária será de 1 382 400 tubetes ou US$ 55 296. A diferença diária de produção, neste exemplo, é de US$ 18 432; projetada para um mês, será de US$ 552 960; ou para um ano, US$ 6 635 520.
Apenas um segundo de diferença entre o projeto original e o molde final pode causar uma perda significativa de US$ 6 635 520 ao ano.